# 베이루트 증권거래소
베이루트 증권거래소(BSE, 아랍어: بورصة بيروت)은 레바논 베이루트에 소재한 증권거래소이다.

## 같이 보기
- 레바논의 경제